# Son of a Plumber
Son of a Plumber är ett dubbelalbum av popartisten Per Gessle, släppt den 23 november 2005 i Sverige. Albumet, som toppade den svenska albumlistan, var hans andra soloalbum med engelska texter, och släpptes den 6 mars 2006 i Europa.

## Bakgrund
Albumet släpptes även som vinylskiva. Vinylskivan innehåller ytterligare ett spår, Keep the Radio on (This is the Perfect Song) som först släpptes av The Lonely Boys. Den första singeln som släpptes från albumet den 9 november 2005 var C'mon/Jo-Anna Says. Den 1 februari 2006 släpptes singeln Hey Mr DJ (Won't You Play another Love Song) och den 24 maj 2006 släpptes I Like it Like That till radiostationerna i Sverige.
Gessle fick idén till projektet när han förde över sin digra vinylsamling till MP3, och gavs först ut under pseudonymen Son Of A Plumber, och var samtidigt Gessles dittills mest personliga album. På skivomslaget fanns foton på hans föräldrar, hans fru och son, samt teckningar han gjorde på sitt pojkrum i Halmstad. Det blev en möjlighet att slippa alla musikaliska begränsningar, och göra ett album som inte lät som någonting han gjort tidigare. Musiken kan ses en sammanfattning av Gessles skivsamling, framförallt från vinylen som kom från Storbritannien och USA mellan åren 1969 till 1972.

## Låtlista

### CD 1
| Nr           | Titel                                            | Längd |
| ------------ | ------------------------------------------------ | ----- |
| 1.           | Drowning in Wonderful Thoughts about Her         | 02:46 |
| 2.           | Jo-Anna Says                                     | 03:23 |
| 3.           | I have a Party in My Head (I Hope it Never Ends) | 02:06 |
| 4.           | C'mon                                            | 02:58 |
| 5.           | Week with four Thursdays                         | 02:10 |
| 6.           | Hey Mr. DJ (Won't You Play Another Love Song)    | 03:43 |
| 7.           | Late, later on                                   | 03:53 |
| 8.           | Ronnie Lane                                      | 01:04 |
| 9.           | Are You an Old Hippie, Sir?                      | 01:42 |
| 10.          | Double-headed Elvis                              | 01:22 |
| 11.          | Something in the System                          | 01:31 |
| 12.          | Speed boat to Cuba                               | 01:47 |
| 13.          | Come Back Tomorrow (and We do it again)          | 02:07 |
| Total längd: | Total längd:                                     | 30:32 |

### CD 2
| Nr           | Titel                                                     | Längd |
| ------------ | --------------------------------------------------------- | ----- |
| 1.           | Kurt - the Fastest Plumber in the West                    | 01:37 |
| 2.           | I Never Quite Got over the Fact that the Beatles Broke Up | 04:09 |
| 3.           | Substitute (for the Real Deal)                            | 03:08 |
| 4.           | Waltz for Woody                                           | 01:03 |
| 5.           | Carousel                                                  | 02:28 |
| 6.           | I Like It Like That                                       | 03:34 |
| 7.           | Something Happened Today                                  | 02:46 |
| 8.           | Brilliant Career                                          | 02:29 |
| 9.           | Burned out Heart                                          | 03:42 |
| 10.          | Drowning in Wonderful thoughts about Her /reprise/        | 00:57 |
| 11.          | Making Love or Expecting Rain                             | 04:59 |
| 12.          | Jo-Anna Says... Farewell                                  | 00:43 |
| Total längd: | Total längd:                                              | 31:35 |

## Medverkande
- Per Gessle - sångare, musiker, låtskrivare, producent
- Christoffer Lundquist - musiker, producent
- Clarence Öfwerman - musiker, producent
- Jens Jansson - trummor
- Helena Josefsson - sång

## Listplaceringar
| Lista (2005-2006) | Position |
| ----------------- | -------- |
| Sverige           | 1        |